# Kinome
Le kinome est l'ensemble des kinases exprimées dans une cellule, une partie d'une cellule (membranes, organites)  ou un groupe de cellules (organe, organisme, groupe d'organismes) dans des conditions données et à un moment donné. Il est à ce titre un sous-protéome, un sous-ensemble d'un protéome. Ce terme a été utilisé pour la première fois en 2002 dans deux articles du groupe de recherche dirigé par Manning analysant les 518 protéine kinases humaines et l'évolution de ces kinases chez les eucaryotes. 
L'étude d'un kinome se fait avec les outils de la protéomique, le plus souvent en utilisant la spectrométrie de masse après enrichissement de l'échantillon en kinases. Cet enrichissement peut se faire par affinité entre une matrice fonctionnalisée avec des inhibiteurs de kinases (en compétition avec l'ATP) et le lysat que l'on souhaite étudier .
Il s'agit également du nom d'un service d'autorééducation ou télérééducation à destination des kinésithérapeute et ostéopathe, leur permettant de prescrire des exercices vidéos à leurs patients.